# Francesco Panetta
Francesco Panetta (né le 10 janvier 1963 à Siderno) est un athlète italien spécialiste des courses de fond qui s'est illustré en remportant le titre de champion du monde du 3 000 mètres steeple en 1987.

## Carrière sportive
En 1986, Francesco Panetta remporte la médaille d'argent du 3 000 m steeple lors des Championnats d'Europe de Stuttgart, terminant à 20 centièmes de seconde d'Hagen Melzer. Il obtient sa revanche sur l'Est-allemand dès l'année suivante en s'imposant lors des Championnats du monde 1987 de Rome. Avec le temps de 8 min 08 s 57, l'Italien établit la meilleure performance de sa carrière et signe un nouveau record des championnats. Il décroche à Rome une seconde médaille en terminant deuxième de la finale du 10 000 mètres, derrière le Kényan Paul Kipkoech. Neuvième de la finale des Jeux olympiques de Séoul, Panetta remporte en 1990 à Split le titre de champion d'Europe du 3 000 m steeple, devançant notamment le Britannique Mark Rowland et l'autre Italien Alessandro Lambruschini.
Francesco Panetta a détenu durant sa carrière plusieurs records d'Italie, dont le 3 000 m et le 10 000 m.

## Records personnels
| Épreuve         | Temps          | Lieu     | Date             |
| --------------- | -------------- | -------- | ---------------- |
| 3 000 m         | 7 min 46 s 48  | Lausanne | 6 juillet 1994   |
| 5 000 m         | 13 min 06 s 76 | Zurich   | 4 août 1993      |
| 10 000 m        | 27 min 24 s 16 | Helsinki | 29 juin 1989     |
| 3 000 m steeple | 8 min 08 s 57  | Rome     | 5 septembre 1987 |

## Palmarès

### Jeux olympiques
- Jeux olympiques d'été de 1988 à Séoul :
  - 9e place de la finale du 3 000 m steeple

### Championnats du monde
- Championnats du monde d'athlétisme 1987 à Rome  :
  -  Médaille d'or du 3 000 m steeple
  -  Médaille d'argent du 10 000 m
- Championnats du monde d'athlétisme 1991 à Tokyo  :
  - 8e place de la finale du 3 000 m steeple
- Championnats du monde d'athlétisme 1993 à Stuttgart  :
  - 6e place de la finale du 10 000 m

### Championnats d'Europe
- Championnats d'Europe d'athlétisme 1986 à Stuttgart :
  -  Médaille d'argent du 3 000 m steeple
- Championnats d'Europe d'athlétisme 1990 à Split :
  -  Médaille d'or du 3 000 m steeple